# قشن (حجر)

'

تعديل مصدري - تعديل

قشن هي إحدى قرى عزلة الصداره بمديرية حجر التابعة لمحافظة حضرموت، بلغ تعداد سكانها 424 نسمة حسب تعداد اليمن لعام 2004.